# Heereswaffenamt

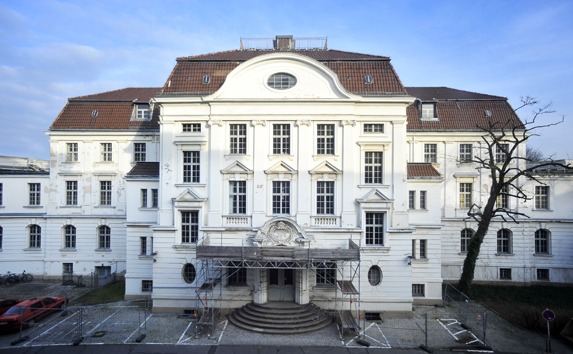
Die frühere Militärtechnische Akademie, der Cranzbau (1904/05) an der Hertzallee auf dem ehemaligen Gelände des HWA
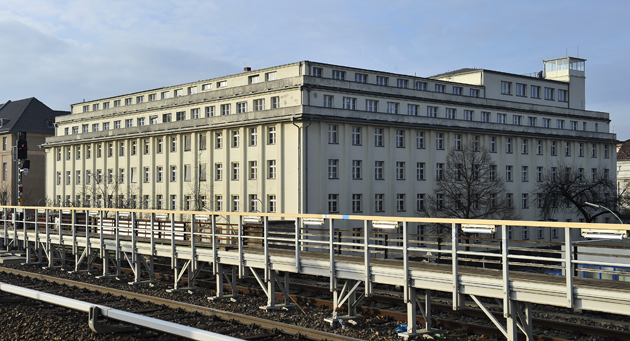
Ehemaliger HWA-Amtssitz, Jebensstraße/Hertzallee, Berlin

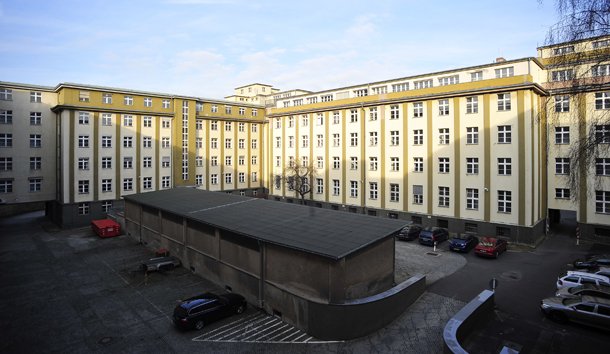
Hof des früheren Heereswaffenamtes
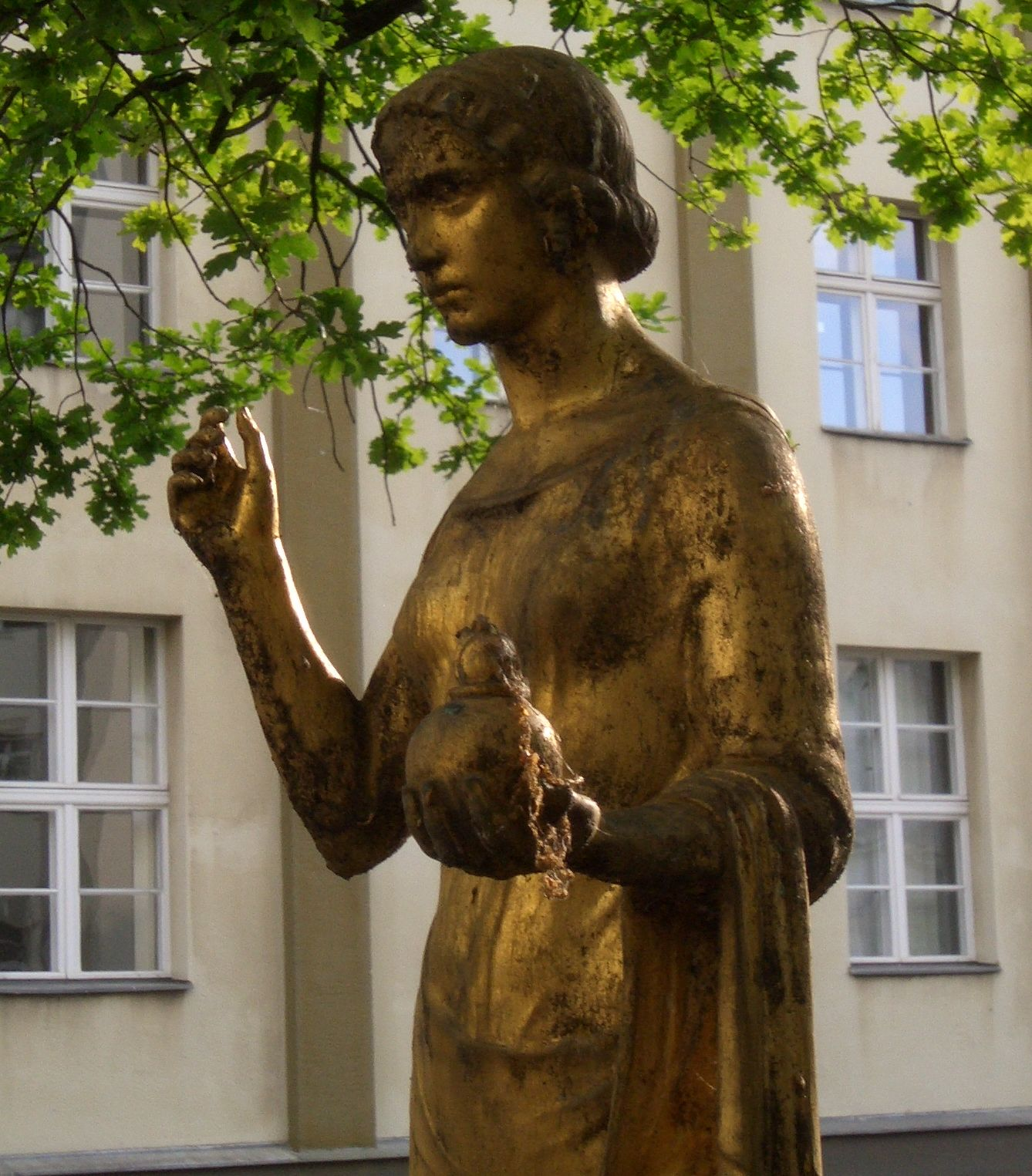
Hofdenkmal, St. Barbara mit Handgranate in der linken Hand

Das Heereswaffenamt (HWA) war in Berlin als Militärbehörde die Zentralstelle für die technische Entwicklung und Fertigung von Waffen, Munition und Gerät des deutschen Heeres (Rüstungsforschung). In der Behörde waren etwa 5000 Beamte und Offiziere beschäftigt.

## Geschichte
Vorläufer der Organisation war das Quartiermeisterwesen, die rückwärtigen Dienste sowie die Gewehr-Prüfungskommission und die Artillerie-Prüfungskommission. Nach dem Ersten Weltkrieg wurden die vorgenannten Prüfungskommissionen aufgelöst und am 8. November 1919 wurde das Waffenamt (Inspektion für Waffen und Gerät) im Reichswehrministerium unter Oberst (später Generalleutnant) Wurtzbacher gegründet. Die Behörde erhielt am 5. Mai 1922 die Bezeichnung Heereswaffenamt (HWA).
Es war in Friedenszeiten dem Oberbefehlshaber des Heeres unmittelbar unterstellt, seit Beginn des Zweiten Weltkriegs am 1. September 1939 jedoch dem Chef der Heeresrüstung und Befehlshaber des Ersatzheeres Friedrich Fromm.
Der Hauptsitz des HWA war in Berlin, Hardenbergstraße 29.(Lage)  Das Gebäude wurde während der Luftangriffe auf Berlin zerstört und später abgetragen. Auch der Gebäudekomplex Jebensstraße/Hertzallee wurde vom HWA genutzt. Auf dem Hof der Jebensstraße 1(Lage) befindet sich eine Statue der  der Heiligen St. Barbara (Schutzpatronin der Artilleristen), die als Gefallenen-Denkmal der Artillerie-Prüfungskommission im Jahr 1930 von Otto Schulz erschaffen wurde.
Bei den Heeresversuchsanstalten Kummersdorf und Peenemünde sowie an weiteren Standorten wurden Waffen, Gerät und Ausrüstung erprobt.
Das Heereswaffenamt arbeitete bei der heimlichen Aufrüstung vor 1933 als auch im Nationalsozialismus und im Zweiten Weltkrieg eng mit der Kaiser-Wilhelm-Gesellschaft (KWG) zusammen, die bei der Absicherung der militärnahen Forschungen eine zentrale Rolle spielte. Umgekehrt sorgten die Aufträge des Heereswaffenamtes nicht selten dafür, dass die Institute der KWG lebensfähig blieben. Versuche des Waffenamtes das militärische Primat in der KWG durchzusetzen scheiterten, die „Laborkrieger“ der KWG konnten sich immer wieder behaupten.
Bei der Entwicklung eines Zielfernrohres im Jahr 1938 wollte das HWA eines mit vierfacher Vergrößerung, jedoch wurde durch Druck von industrieller Seite über „ganz hohe“ Parteistellen ein technisch sehr gutes aber militärisch unbrauchbares Zielfernrohr mit eineinhalbfacher Vergrößerung entwickelt und eingeführt. Im Krieg trat dann doch die Forderung nach einem Zielfernrohr mit vierfacher Vergrößerung auf und wurde etwa 1942 eingeführt.
Am 30. April 1942 wurde ein „Industrierat des OKH“ zur Beratung des Heereswaffenamtes gebildet. Ihm gehörten an: Walter Rohland als geschäftsführender Vorsitzender, Albert Vögler, Edmund Geilenberg, Wilhelm Zangen, Erich Müller, Ferdinand Porsche, Arthur Tix, Direktor Karl Lange, Erich Matthias (WASAG), Generaldirektor Paul Müller (Dynamit Nobel AG), Generaldirektor Wolff.
In der zweiten Hälfte des Krieges wurde die Führung der Waffenentwicklung zu den Ausschüssen und Kommissionen der Industrie verlagert. Nach Erich Schneider spielte dabei neben politischen Gründen, das Streben gewisser Industriekreise nach sogenannter Selbstverantwortung eine wesentliche Rolle, nachdem man die Bestrebungen von dem damaligen Chef des HWA Karl Becker die Waffenämter der 3 Wehrmachtsteile zusammenzufassen, durch Intrigen vereitelt hat.

## Gliederung zum 3. Januar 1939
Wa A - Heereswaffenamt
- Wa Z - Zentralamtsgruppe[6]
  - Stab
  - Wa Z 1 - Organisation
  - Wa Z 2 - Finalisierung und Vertrag
  - Wa Z 3 - Beauftragte mit der Weisung des Geschäftsführers
  - Wa Z 4 - Verschlusssache
  - Wa Z 5 - Bücherei
  - Wa Z 6 - Kommandantur

- Wa Abn - Heeresabnahmeabteilung[6]
  - Stab
  - Wa Abn Z - technische und statistische Abteilung, Personal und Haushalt
  - Wa Abn 1 - Abnahme von Waffen und Gerät
  - Wa Abn 2 - Abnahme von Munition
  - Wa Abn 3 - Abnahme von Kraftfahrgerät
  - Wa Abn 4 - Abnahme von Lehr- und Maschinengerät

- Wa F - Forschungsabteilung[6]

- Wa Prüf - Amtsgruppe für Entwicklung und Prüfung[6]
  - Stab
  - Wa Prüf 1 - Ballistische und Munitonsabteilung
  - Wa Prüf 2 - Infanterieabteilung
  - Wa Prüf 4 - Artillerieabteilung
  - Wa Prüf 5 - Pionier- und Festungspionierabteilung (Pionierversuchsstelle Sperenberg)
  - Wa Prüf 6 - Kraftfahr- und Motorisierungsabteilung
  - Wa Prüf 7 - Nachrichtenabteilung
  - Wa Prüf 8 - Abteilung für Optik, Meßwesen und Heereswetterdienst (Kummersdorf und Bad Saarow)
  - Wa Prüf 9 - Gasschutzabteilung (Gasschutzlabor Spandau und Versuchsgruppe Munster Nord)
  - Wa Prüf 11 - Abteilung für Sondergerät
  - Wa Prüf 12 - Abteilung für Versuchsplätze (Versuchsplätze Kummersdorf, Hillersleben, Peenemünde, Rügenwalde und Munster Nord)
  - Wa Prüf Fest. - Abteilung für Festungsbauten

- Wa I Rü (WuG) - Amtsgruppe für Industrielle Rüstung (Waffen und Gerät)[6]
  - Stab
  - Wa I Rü (WuG) 1 - allgemeines Heergerät[6]
  - Wa I Rü (WuG) 2 - Waffen
  - Wa I Rü (WuG) 5 - Pioniergerät
  - Wa I Rü (WuG) 6 - Kraftfahrgerät
  - Wa I Rü (WuG) 7 - Nachrichtengerät

- Wa I Rü (Mun) - Amtsgruppe für Industrielle Rüstung (Munition)[6]
  - Stab
  - Wa I Rü (Mun) 1 - Geschosse
  - Wa I Rü (Mun) 2 - Minen, Zünder, Hülsen
  - Wa I Rü (Mun) 3 - chemische Munition
  - Wa I Rü (Mun) 4 - Infanteriemunition bis 2 cm
  - Wa I Rü (Mun) 5 - Packgefäße

- Wa Vs - Vorschriftenabteilung[6]

Weiterhin waren dem angegliedert:
- L Flak - Amtsgruppe für Flakentwicklung, unterstellt dem Reichsluftfahrtministerium
- Ztschr - Wehrmachtzeitschriftenabteilung, unterstellt dem Oberkommando der Wehrmacht

Das Heereswaffenamt wurde während des Krieges mehrfach umorganisiert. Am 1. Juli 1944 bestand es aus dem Stab mit Forschungsabteilung und sechs Amtsgruppen:
- Wa Z - Zentralamtsgruppe (Organisation und Planung)
- Wa Prüf - Amtsgruppe für Entwicklung und Prüfung
- Wa Chef Ing - Amtsgruppe Chefingenieur
- Wa I Rü (WuG) - Amtsgruppe für Waffen und Gerät
- Wa I Rü (Mun) - Amtsgruppe für Munition
- Wa Abn - Amtsgruppe für Abnahme

## Aufgaben
Im Zuge der Aufrüstung der Wehrmacht wuchs die Bedeutung des Heereswaffenamtes immer weiter an. Zu den Kernaufgaben gehörten:
- Der Einsatz von Wissenschaft und Forschung für die Planung von Waffen, Gerät und Munition aller Art
- Entwicklung der erdgebundenen Waffen aller Art, des Heergeräts und der Munition
- Beschaffung der Waffen und Munition des Heergeräts, zum Teil auch für Marine und Luftwaffe
- Aufstellen der Beschaffungsunterlagen für Waffen, Munition und Heergerät
- technische Überwachung der Fertigung von Waffen, Munition und Heergerät, Einführung neuer Fertigungsverfahren, Erstellung neuer Kapazitäten
- Vertretung des Heeres in allen Patent- und Musterschutzangelegenheiten, die Waffen, Munition und Gerät betreffen
- Vereinheitlichung der Waffen, Munition und des Heergeräts
- Aufstellung und Betreuung aller technischen Vorschriften und Fertigungsunterlagen für Waffen, Munition und Heergerät, einschließlich Schießbefehlen, sowie des waffentechnischen Teiles der Ausbildungsvorschriften
- Ermittlung der Schießgrundlagen für die verschiedenen Waffen und ihr Niederlegen in Schußtafeln und sonstigen Hilfsmitteln und Vorschriften für das Schießen, Bearbeiten des Wetterdienstes
- Mitwirkung bei allen taktischen und schießtechnischen Fragen
- Abnahme von Waffen, Munition und Heergerät
- Überwachung der technischen Ausbildung der Offiziere
- Bedarfsermittlung, Anerkennung und Zuteilung der kontingentierten und bewirtschafteten Rohstoffe für das Oberkommando des Heeres, Behebung von Lieferschwierigkeiten bei Rohstoffen
- Errechnung mehrwirtschaftlicher Zahlenunterlagen mittels modernster Organisationsmaschinen (Lochkarten) für das Oberkommando des Heeres
- Verfügungen und Befehle an die mehrwirtschaftlichen Außenstellen
- Betreuung der dem Wa A und seinen Außenstellen angehörenden Beamten und technischen Angestellten
- Erfassung und Katalogisierung von Beutewaffen in den Kennblätter fremden Geräts

## Leiter des Heereswaffenamtes

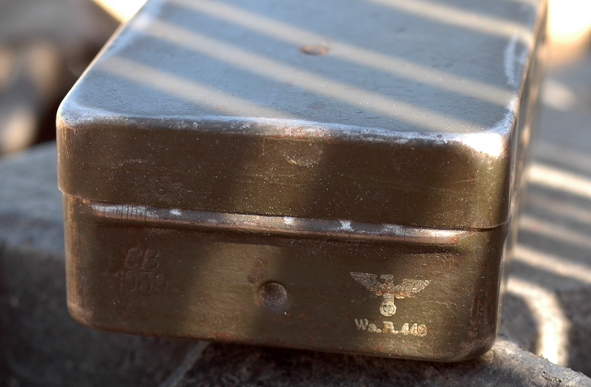
HWA-Abnahmestempel 1939

| Porträt | Name                                                      | von              | bis               |
| ------- | --------------------------------------------------------- | ---------------- | ----------------- |
|         | Generalleutnant Ludwig Wurtzbacher (1870–1926)            | 1. Juni 1920     | 1. März 1925      |
|         | Generalmajor Erich von Botzheim (1871–1958)               | 2. März 1925     | 28. Februar 1926  |
|         | Generalleutnant Max Ludwig (1871–1961)                    | 1. März 1926     | 30. Mai 1929      |
|         | Generalleutnant Alfred von Vollard-Bockelberg (1874–1945) | 1. Juni 1929     | 30. November 1933 |
|         | Generalleutnant Kurt Liese (1882–1945)                    | 1. Dezember 1933 | 28. Februar 1938  |
|         | General der Artillerie Karl Becker (1879–1940)            | 1. März 1938     | 8. April 1940     |
|         | General der Artillerie Emil Leeb (1881–1969)              | 16. April 1940   | 1. Februar 1945   |
|         | General der Infanterie Walter Buhle (1894–1959)           | 1. Februar 1945  | 8. Mai 1945       |

## Situation 1945
Die vom Chef der Heeresrüstung, General der Infanterie Walter Buhle, zum 15. Januar 1945 angeordnete Erweiterung des Heereswaffenamtes zum Wehrmachtwaffenamt kam wegen der sich zuspitzenden Lage an den Fronten über Ansätze nicht hinaus. Mitte April 1945 wurde der größte Teil des Heereswaffenamtes, nebst dessen Chef, nach Südbayern verlegt und durch Befehl vom 27. April 1945 endgültig aufgelöst. 
Berühmte Entwicklung des HWA war das Eisenbahngeschütz „Dora“. Vor der Einrichtung der Versuchsanstalt in Peenemünde wurden hier erste Forschungen in der Raketentechnik betrieben.